# 하회별신굿탈놀이
하회 별신굿 탈놀이(河回別神굿탈놀이)는 경상북도 안동시 풍천면 하회마을에서 12세기 중엽부터 상민(常民)들에 의해서 연희(演戱)되어온 탈놀이다. 정월 초이튿날에서 보름 사이에 주민들이 병을 앓지 않고 편안하게 지내기를 기원하며 서낭신(神)을 위안하는 부락제를 마친 후 벌이는 가면극이다. 이 부락제는 반드시 마을 주민들이 지내게 되어 있는데, 서낭신이 대제를 원하는 경우, 10년마다 주민들이 대제를 지내지 않으면 서낭신이 벌을 내려 병자가 생길까봐 드린다.
국가무형문화재 제69호로 지정되어 있기도 한 이 탈놀이는 마을의 안녕과 풍농을 기원하기 위하여 마을굿의 일환으로 연희되었다. 별신굿이란 '별나다', ' 특별나다'는 의미를 지니고 있어 곧 별난 굿 또는 특별한 큰 굿을 의미한다. 안동 국제 탈춤 페스티벌의 주요 공연물이다.

## 유래
한국의 부락제는 그 연원이 오래되었으며, ''동맹' 등과 팔관회' 등의 영향을 받아 이루어진 것이다. 그 명칭은 여러 가지이나 이를 2대 유형으로 나눈다면, 하나는 남성 본위로 유교풍의 축문을 읽는 '동제이고, 다른 하나는 여성 중심으로 무당이 주재하는 '도당굿'일 것이다. 그러나 유식동제보다 원초적인 것으로 축문도 없이 제주)가 조용히 정성을 드린다는 '산제'가 있다. 즉 산제와 당제·동제가 부락제의 기본유형이 된다.
이러한 부락제 가운데 대표적인 것이 현재 서낭가면이 전해지고 있는 경북 안동시 하회동의 별신굿놀이이다. 하회동의 서낭신은 '무진생서낭님'이며, 이곳 서낭제의 평상제는 보통 동제라 부른다.
- 첫 과장(科場)은 '주지놀음'이다. '주지란 호랑이를 잡아 먹는 무서운 귀신'이란 설도 있으나 주지는 '사지' 즉 사자(獅子)를 말한다. '주지놀음'은 서막으로서 다른 가면극의 경우와 마찬가지로 벽사를 위한 의식무(儀式舞)로서의 사자춤이다. 붉은 보자기로 전신을 가리고 주지머리를 손에 든 광대 두 사람이 음악에 맞추어 춤을 추면서 사방으로 휘두르면서 돌아다닌다.

- 2과장(科場)으로는 무녀가 주연하는 '삼석놀음'이 있었다고 하며, 토끼같이 귀가 난 가면을 쓰고 춤을 추었다고 하나 지금은 전하지 않고, 지금의 2과장은 서막적인 과장으로 주지와 삼석놀음이다.

- 본격적인 놀이는 3과장 파계승(破戒僧) 놀이부터이다. 그리하여 놀이는 4과장 양반선비놀이, 5과장 떡다리와 할미의 살림살이과장, 6과장은 백정이 나와 소를 잡는 살생과장, 7과장 환자(還子)놀이, 8과장 총각과 각시의 혼례과장, 9과장 신방(新房)과장으로 이어진다.

- 다음으로 헛천굿(거리굿)이 별신행사 최종일인 정월 보름날 마을 앞 길거리에서 거행되고 이날 밤 자정에 상당에 올라가 당제를 지낸 다음 서낭대는 당에 봉납하고, 하당과 삼신당에 차례로 제를 올림으로서 별신행사가 끝나며 산주와 광대들은 12월 그믐 이래 15일 만에 처음으로 근신합숙(謹愼合宿)에서 풀려 자기 집으로 돌아간다.

## 탈 소개
하회탈은 오리나무에 종이를 입히고 옻과 안료를 두세 겹 칠해서 만든다.
- 주지

주지탈은 모두 2개가 있는데 주지는 사지 즉 사자를 나타내는 가면으로, 첫과장에서 잡귀를 내쫓는 데에 쓰인다. 놀이법은 붉은 보자기로 전신을 가리고 주지머리를 손에 들고 춤을 추면서 사방으로 휘두른다.
- 각시

셋째 과장에서 처녀역으로 얼굴에 쓰는데 탈 윗가장자리에 단 검은 탈보로 머리 전체를 가린다. 오리나무로 조각하였으며 채색과 옻칠을 하였으나 어떤 염료를 사용하였는지는 밝혀지지 않았다. 탈을 쓸 때의 의상은 처녀의 옷차림으로 보통 노랑 저고리와 다홍 치마를 입는다.
- 중

셋째 과장에서 파계승 역으로 착용한다. 오리나무로 조각하고 채색하였다. 놀이할 때는 지팡이를 짚고 가사와 장삼을 입는다.
- 양반

넷째 과장 양반과 선비놀이에서 양반역에 착용된다. 재료는 오리나무이며 채색은 많이 벗겨졌다. 놀이할 때는 도포에 정자관(程子冠)을 쓴다.
- 선비

넷째 과장에서 선비역이 착용한다. 놀이할 때는 도포를 입고 갓을 쓰며 담뱃대를 든다.
- 초랭이

양반의 하인역으로 경망하게 까부는 성격이다. 놀이할 때는 바지 저고리 위에 붉은 쾌자를 입고,두 어깨와 허리에 걸쳐 청홍색 띠를 두른다.
- 이매

선비의 하인역으로 바보탈이라고도 한다. 놀이할 때의 복장은 평민의 남자 복색에 벙거지를 쓴다.
- 부네

양반과 선비의 소첩(小妾)역을 맡는 젊은 여인(coquette)가면이다. 놀이할 때의 복장은 젊은 부인의 복색으로 옥색 저고리와 검정 치마 등이다.
- 백정

소를 잡는 백정역이 쓴다. 전에는 이 탈을 '희광이(死刑執行人)'라 불렀으며, 놀이도 소를 잡는 것이 아니라 사람을 사형하는 형용을 하였다고 한다. 놀이할 때는 천인(賤人)의 복색을 하고 3색 띠를 두르고 도끼와 칼을 지닌다.
- 할미

노파역이 착용한다. 놀이할 때 입는 복색은 평민계급의 노파 복색으로 흰 저고리와 회색 치마를 입고 쪽박을 들고 나온다.

## 종교적 의미
농사를 근간으로 하는 전통 사회에 있어서 풍농(農-농사가 잘됨)은 마을 공동체를 지탱할 수 있는 절대적인 것이다. 풍년 농사를 짓기 위해서는 인간의 힘으로는 어쩔 수 없는 자연현상에 의해 결정이 되며 이것은 곧 신의 뜻에 달렸다고 생각하였다. 따라서 풍성한 수확을 거두고 마을의 안녕을 가져다주는 것은 곧 마을을 지키는 동신(洞神)에 의하여 결정된다 생각하였다. 그러므로 마을마다 동신(洞神)을 모시고 있으며 마을 주민들은 정성을 다해서 신에게 제사를 받드는 것이다. 이와 같이 마을 수호신(守護神)에게 매년 올리는 제사를 동제(洞祭), 당제(堂祭)라 부른다. 제사를 올리는 시기는 대부분 정월(음력1월) 대보름이다.
이는 새로운 한 해가 시작되는 정월(正月)은 가장 신성하며 이 날 뜨는 달이 가장 깨끗하고 신비스러워 우리가 소망하는 것을 이룰 수 있다고 생각하기 때문이다. 연중 전승되는 세시 풍속이 바로 정월 대보름에 집중되어 있는 이유도 여기에 있다. 별신굿은 매년 지내는 동제와 달리 일정한 주기(10년 혹은 5년 또는 신탁이 있을 때)를 갖고 정기적으로 열렸다. 이는 마을을 지켜주는 신의 힘도 일정한 시간이 흐르면 영험이 줄어들게 되고 이렇게 되면 마을에 여러 가지 좋지 않은 일들이 일어나게 된다고 믿었기 때문이다. 따라서 별신굿은 무당을 불러서 무당(巫堂)에 의해 굿을 하거나 또는 마을 주민들이 중심이 되어 큰굿을 하게 되는데 하회의 경우 후자에 속한다.

## 풍자와 해학
민속놀이는 그 시대의 사회상을 반영하고 있다. 하회별신굿 탈놀이는 지배계층인 양반과 선비의 허구성을 폭로함으로써 계층간의 관계를 극적으로 다루고 있으며, 중의 파계를 통하여 당시 불교의 타락상과 종교의 허구성을 비판하며, 상민들의 삶의 애환을 풍자적으로 표현하고 있다. 별신굿 탈놀이를 통하여 상민들은 세상살이를 풍자(諷刺)하고, 자신들의 억눌린 감정을 거리낌 없이 마음껏 발산 할 수 있었다. 신분질서가 엄격했던 당시의 사회상으로 볼 때 지배계층의 비판으로 일관된 탈놀이가 하회라는 양반마을에서 양반들의 묵인하에 또는 경제적인 지원 속에서 연희된 것이다.
상민들은 탈놀이를 통하여 자신들의 억눌린 감정과 불만을 해소할 수 있으며 양반들은 상민들의 비판과 풍자를 통하여 그들의 삶을 이해하고 불만을 해소시켜 줌으로써 갈등과 저항을 줄여 상하간의 조화 있는 삶을 영위할 수 있었던 것이다. 따라서 별신굿이라는 마을공동체 신앙에 포함되어 연희되던 탈놀이의 과정을 통하여 공동체 내부에 내재되어 있는 계급간의 모순과 갈등의 문제점들이 완충과정을 거치게 되고 이것이 새롭게 공동체의 기존체계를 더욱 강화시키는 기능을 하게 되는 것이다.

## 공연 안내
하회마을에서는 한겨울(1월~2월)에는 매주 주말(토요일, 일요일)에, 봄, 여름, 가을 및 초겨울(3~12월)에는 월, 화요일을 제외한 매일(주 5일) 14:00에 탈춤 특설공연장에서 공연한다.

## 같이 보기
- 무속신앙
- 대한민국의 세계유산
- 무형문화유산

## 참조 자료
- 이 문서에는 다음커뮤니케이션(현 카카오)에서 GFDL 또는 CC-SA 라이선스로 배포한 글로벌 세계대백과사전의 내용을 기초로 작성된 글이 포함되어 있습니다.